# Sunbeam Amazon
Sunbeam Amazon byl letecký motor firmy Sunbeam Motor Car Co. Ltd., vyrobený pouze v 77 kusech.
Z konstrukce řadového šestiválce Amazon byly odvozeny motory Cossack (vidlicový dvanáctiválec) a Viking (třířadý osmnáctiválec), s kterým mají shodné rozměry válců.

## Technická data motoru Sunbeam Amazon I, 160 hp
- Typ: pístový letecký motor, čtyřdobý zážehový vodou chlazený stojatý řadový šestiválec s atmosférickým plněním, vybavený reduktorem, motor pohání levotočivou tažnou (popř. pravotočivou tlačnou) vrtuli

- Vrtání válce: 110 mm
- Zdvih pístu: 160 mm
- Celková plocha pístů: 570,20 cm²
- Zdvihový objem motoru: 9123 cm³
- Převod reduktoru: 1,587
- Kompresní poměr: 5,00
- Rozvod čtyřventilový (dva sací a dva výfukové)
- Zapalování dvěma zapalovacími magnety
- Příprava směsi: dvěma karburátory Claudel-Hobson B.Z.S. s průměrem difuzoru 42 mm
- Mazání tlakové, oběžné
- Délka motoru: 1430 mm
- Šířka motoru: 485 mm
- Výška motoru: 980 mm
- Hmotnost suchého motoru: 290,3 kg
- Výkony:
  - vzletový: 160 hp (119,3 kW) při 2000 ot/min
  - maximální: 170 hp (126,8 kW) při 2100 ot/min